# Donji Andrijevci
Donji Andrijevci (deutsch Sankt Andreas) (wörtliche Übersetzung Unter-Andrijevci) ist eine Gemeinde in Kroatien. Zu der Gemeinde zählen die Ortschaften  Sredanci, Staro Topolje, Novo Topolje. Sie liegt 25 km östlich von Slavonski Brod an der Eisenbahnlinie, die Ost- und Westkroatien verbindet und eine der wichtigen Transeuropäischen Eisenbahnverbindungen ist.
Die Ortschaft wird schon um 1248 das erste Mal schriftlich erwähnt.
In der Gemeinde Donji Andrijevci existiert auch Papier- und Kartonindustrie (PAN).
Zwischen den beiden Kriegen war die Holzindustrie sehr stark vertreten und es bestand eine Schmalspureisenbahn bis nach Našice.

## Persönlichkeiten
- Gabrijel Bukatko (1913–1981), römisch-katholischer Geistlicher, Erzbischof von Belgrad